# Vescomtat de Tièrn
El vescomtat de Tièrn fou una jurisdicció feudal d'Occitània, a l'Alvèrnia, fundada a mitjans del segle ix per Matfred, suposat fill del vescomte d'Alvèrnia (coneguts també com a Vescomtes de Clarmont). La Mure suposa que era el quart fill d'Armand I vescomte d'Alvèrnia però l'historiador Étienne Baluze no hi està d'acord. Una altra versió diu que a la mort del vescomte Robert, va deixar els dominis del vescomtat d'Alvèrnia al seu fill gran i la senyoria de Tièrn al fill segon Matfred.
El bisbe Esteve II de Clarmont d'Alvèrnia va donar terres a Matfred a la meitat del segle x. El va succeir el seu fill Guiu I, però va morir jove no gaire després del 962 i el va succeir el seu germà Esteve I. Es diu que Guiu I era senyor però durant el seu govern va agafar el títol de vescomte. Aquest va tenir com successor al seu fill Giu II que apareix el 978 retornant a Cluny propietats que li havien estat donades per Amblard II bisbe de Lió, cosí de Guiu II, que aquest havia usurpat. Hauria mort el 1031 i es va casar amb Riclendis amb la que va tenir tres fills dels quals l'hauria succeït Guillem I. Després d'aquest apareix Guillem II que no s'assenyala el parentiu amb altres senyors però podria ser fill de Guillem I.
Guillem II vivia encara el 1083 i fou el pare de Guillem III (constatat el 1088) al que va succeir el seu fill Guiu III (mort després del 1130). Un germà de Guillem III, Guiu de Tièrn, va succeir al seu oncle matern com a comte de Chalon, però amb el comtat compartit amb Jofré de Donzy. La dinastia de Tièrn a Chalon va durar fins al 1227.
Guiu III fou el pare de Guiu IV que el va succeir després del 1130. Apareix en una donació el 1155; va tenir com a successor al seu fill Guiu V que vivia encara el 1185; casat amb Clemència de Courtenay (filla de Pere de França, senyor de Courtenay) va ser el pare del successor Guiu VI que va morir vers 1233 i es va casar amb Marquesa de Forez (filla del comte Guiu III de Forez) i va tenir tres fills dels quals Catard el va succeir a Tièrn; aquest senyor és poc conegut; es va casar dues vegades però només consta la segona dona, Brunesinda de Peschadoires i de Volore, amb la que va tenir al seu successor, Guiu VII (mort vers 1300) casat amb Margarita de Tièrn, filla de Guillem de Tièrn senyor de Volore (Guillem era fill d'Esteve germà de Guiu VI i tronc dels senyors de Volore).
Guiu VII va tenir com a successor al seu fill, Guillem IV (+1311), casat amb Agnes de Maumont i pares del successor Guillem V casat amb Radegunda Guenand. Un altre germà de Guillem IV, Lluís, va rebre Volore i fou el tronc dels senyors de Volore. El darrer vescomte, Guillem V, va donar Tièrn, junt amb la senyoria annexa de Peschadoires, al seu cosí Joan I de Forez (1279-1333), pensant que no tindria successió. Després, en tenir fills, es va modificar l'acord i la donació es va convertir en una permuta, i va rebre en feu els castells i senyories de Sant Maurici, Chastelus-en-Roannois, Bussy i la meitat de les senyories de Gouville i Sant Germà de Vaux que a la seva mort el 1311 van passar al seu jove fill Guillem (mort el 1320).

## Llista de vescomtes
- Matfred c. 950-970
- Guiu I (fill) c. 970
- Esteve I (germà) c. 970-c. 1000
- Guiu II (fill) c. 1000-1031
- Deutard I (fill) c. 1031-1035
- Guillem I (germà) c. 1035-?
- Esteve II (fill) ?-?
- Guillem II (fill) ?-després del 1100
- Guillem III (fill) després del 1100-?
- Guiu III (fill) ?-?
- Guiu IV (fill) ?-?
- Guiu V (fill) ?-c. 1200
- Guiu VI (fill) c. 1200-?
- Catard (fill) ?-1259
- Guiu VII (fill) 1259-?
- Guillem IV (fill) ?-1301 (mort 1311)
- a Joan I comte de Forez 1301.